# موجة انتخابية (الولايات المتحدة)
موجة انتخابية (بالإنجليزية: Wave elections)‏ هو مصطلح انتخابي يستعمل في الولايات المتحدة، وذلك في الحالة التي يحقق فيها حزب سياسي مكاسب كبيرة وساحقة بوجه منافسه. واستنادًا إلى العرف المسمى بالترميز اللوني " الولايات الحمراء والولايات الزرقاء " منذ عام 2000، غالبًا ما توصف انتخابات الموجة بأنها إما "موجة زرقاء" إذا حقق الحزب الديمقراطي مكاسب كبيرة، أو "موجة حمراء" إذا فاز الحزب الجمهوري بمقابل كبير من عدد المقاعد.
عادة ما تحدث انتخابات الموجة خلال انتخابات التجديد النصفي. لا يوجد إجماع على تعريف مستوى المكاسب الضروري لتشكيل موجة انتخابات، ولكن آخر سنة انتخابية وُصفت على نطاق واسع بأنها موجة انتخابات كانت الموجة الزرقاء لعام 2018، حيث استعاد الحزب الديمقراطي السيطرة من مجلس النواب وحققت مكاسب صافية قدرها 7 مقاعد في انتخابات حكام الولايات.

## المصطلح
يصف المحلل السياسي تشارلي كوك انتخابات الموجة بأنها نتيجة "ديناميكية شاملة على الصعيد الوطني" ، مثل نسبة التأييد الرئاسية المرتفعة أو المنخفضة، والظروف الاقتصادية، والفضائح.   يقارن كوك بين انتخابات الموجة و "الانتخابات الجزئية" التي لا يحقق فيها أي من الطرفين مكاسب كبيرة، ويكون للمرشحين والقضايا المحلية والعوامل الأخرى التي لا ترتبط ارتباطًا وثيقًا بمحاذاة الأحزاب دورًا أقوى من انتخابات الموجة. على الرغم من أن عدة انتخابات قد تحدث على التوالي، إلا أن انتخابات الموجة تعتبر عادةً استثناءً وليست قاعدة.  تم استخدام 20 مقعدًا في مجلس النواب الأمريكي كنقطة فاصلة من قبل محللين مثل ستيوارت روتنبرغ .   ومع ذلك ، جادل العالم السياسي دان هوبكنز بأن المصطلح ليس له فائدة تذكر في فهم الانتخابات وأنه لا توجد نقطة فاصلة واضحة بين انتخابات الموجة والانتخابات الأخرى. 
يتمتع شاغلو الكونجرس في الولايات المتحدة بميزة انتخابية على المنافسين ، لكن الانتخابات الموجية غالبًا ما تعزز المنافسين ، مما يؤدي إلى خسارة العديد من شاغلي المناصب أكثر من المعتاد خلال انتخابات الموجة.  يمكن أن تؤدي الانتخابات الموجية إلى وضع مقاعد يمكن اعتبارها آمنة للحزب الذي يشغل المقعد ، وتساعد حتى المنافسين المعيبين على هزيمة شاغلي المناصب.   منذ عام 1954 على الأقل ، استفادت الانتخابات الموجية دائمًا طرفًا واحدًا على حساب الطرف الآخر ، ولكن تم استخدام المصطلح أيضًا لوصف سيناريو افتراضي يفقد فيه العديد من شاغلي المناصب من كلا الحزبين مقاعدهم.   غالبًا ما تكون الانتخابات الأولى بعد إعادة تقسيم الدوائر عبارة عن انتخابات موجية ، نظرًا لأن العديد من شاغلي المناصب أقل ترسخًا في مناطقهم بعد إعادة تقسيم الدوائر ، كما أن العديد من شاغلي المناصب الآخرين يتقاعدون أو يعانون من الهزائم الأولية. 
قد تتزامن الانتخابات الموجية أيضًا مع انتخابات ساحقة ، وهو مصطلح يشير عادةً إلى الانتصارات الحاسمة في المنافسات الرئاسية. تحدث العديد من انتخابات الموجة خلال انتخابات التجديد النصفي ، مع خروج الحزب من السلطة في الحصول على مقاعد. يتضمن النمط الشائع أن يستفيد حزب مع مرشح رئاسي فائز من موجة انتخابات ، يليها فوز الحزب المعارض في انتخابات الموجة في انتخابات التجديد النصفي المقبلة. 

## أنظر أيضا
- تأثير ذيل المعطف
- انتصار ساحق
- الانقسامات الحزبية في مؤتمرات الولايات المتحدة
- الدول الحمراء والدول الزرقاء
- ست سنوات من الحكة

## روابط خارجية
- "Party Division in the Senate, 1789-Present". US Senate. United States Senate. مؤرشف من الأصل في 2023-01-07. اطلع عليه بتاريخ 2015-01-19.
- "Party Divisions of the House of Representatives". History, Art & Archives. United States House of Representatives. مؤرشف من الأصل في 2023-01-17. اطلع عليه بتاريخ 2015-01-19.